# 피에누아르

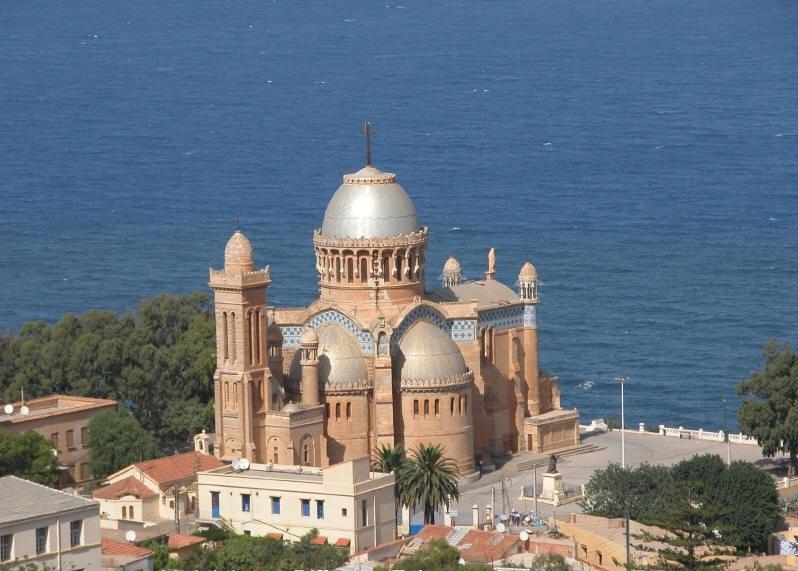
알제리에 거주하던 프랑스계 피에 누아르들이 건립한 노르트담 다프리크 대성당

피에누아르(프랑스어: pieds-noirs→검은 발)는 1830년 6월 18일 프랑스의 알제리 침공 당시부터 1962년 알제리 전쟁의 종결에 따른 알제리의 독립까지 프랑스령 알제리에 있던 유럽계(프랑스계, 스페인계, 이탈리아계, 몰타계, 유대계) 사람이다. 또한 알제리 뿐만 아니라 모로코, 튀니지와 같이 프랑스의 식민 통치를 받았던 북아프리카 국가의 유럽계 주민을 포함하는 경우도 있다. 독립 시점까지의 피에 누아르의 인구는 약 100만명이다.

## 인물
- 알베르 카뮈
- 클로드 코엔타누지
- 다니엘 오퇴유

## 같이 보기
- 프랑스인
- 알제리-프랑스 관계
- 알제리 전쟁
- 프랑스의 식민지 목록